# Corbélia
Corbélia ist ein brasilianisches Munizip im Westen des Bundesstaats Paraná. Es hat 17.470 Einwohner (2022), die sich Corbelianer nennen. Seine Fläche beträgt 529 km². Es liegt 686 Meter über dem Meeresspiegel.

## Etymologie
Der Name Corbélia kommt vom französischen Corbeille und bedeutet kleiner Blumenkorb. Der Überlieferung nach wurde dieser Name von Iracema Zanato vorgeschlagen, der Blumenhändlerin und Ehefrau von Armando Zanato, einem der ersten Siedler, die die Stadt Corbélia gründeten.

## Geschichte

### Besiedlung
Die Besiedlung der Gemeinde Corbélia ist das Ergebnis großer Anstrengungen der ersten Pioniere des Ortes. Sie kamen über die Stadt Pato Branco aus Rio Grande do Sul und Santa Catarina.
Zu Beginn war die Landbesetzung friedlich, da das Land von niemandem beansprucht wurde, was nach dem damaligen Recht eine Inbesitznahme (portugiesisch: posse) zur dauerhaften Bearbeitung ermöglichte. Die Siedler der Siedlungskerne Colônia Nova, São Pedro, Esperança und São João wollten den riesigen Araukarienwald erschließen, der auf dem Gebiet der heutigen Gemeinde existierte.
Genau zu diesem Zeitpunkt verstärkte sich der Migrationsstrom in die Region. Diese Aktion der Landnahme beunruhigte den Staat, der seinerseits versuchte, die Situation der vielen Posseiros (Landbesetzer) in der Region zu legalisieren. Die Fundação Paranaense de Colonização e Imigração (deutsch: Stiftung für Kolonisierung und Einwanderung von Paraná) wurde eingeschaltet, die die besetzten Ländereien inspizierte, um sie zu legalisieren.
Die wirtschaftliche und administrative Entwicklung des Ortes war nur dank der Beharrlichkeit der Siedler möglich. Auch wenn die Anfangszeiten schwierig und unsicher waren, konnte sich der Landwirt nach dem Eingreifen des Staates, der die Titel legalisierte, auf Urkunden stützen. Auf diese Weise gelang es nach und nach, das, was vom Wald übrig geblieben war, zu öffnen. Denn sie arbeiteten an dem, was ihnen wirklich gehörte.
Im Jahr 1953 entstand eine Siedlung am Rande der Straße, die Cascavel mit dem Norden des Staates verbindet.

### Erhebung zum Munizip
Corbélia wurde durch das Staatsgesetz Nr. 4.382 vom 10. Juni 1961 aus Cascavel ausgegliedert und in den Rang eines Munizips erhoben. Es wurde am 8. Dezember 1961 als Munizip installiert.

## Geografie

### Fläche und Lage
Corbélia liegt auf dem Terceiro Planalto Paranaense (der Dritten oder Guarapuava-Hochebene von Paraná). Seine Fläche beträgt 529 km². Es liegt auf einer Höhe von 686 Metern.

### Vegetation
Das Biom von Corbélia ist Mata Atlântica.

### Klima
Das Klima ist gemäßigt warm. Es werden hohe Niederschlagsmengen verzeichnet (1917 mm pro Jahr). Im Jahresdurchschnitt liegt die Temperatur bei 20,2 °C. Die Klimaklassifikation nach Köppen und Geiger lautet Cfa.

### Gewässer
Corbélia liegt im Einzugsgebiet des Rio Piquiri. Dieser markiert die nördliche Grenze des Munizips. Dessen linker Nebenfluss Rio Melissa bildet die westliche Grenze. Der Rio Sapucaia bildet zusammen mit seinem rechten Zufluss Rio Piquirizinho einen Teil der östlichen Grenze.

### Straßen
Corbélia liegt an der BR-369, die von Cascavel über 1200 km bis nach Oliveira in Minas Gerais verläuft und heute Teil des Parana-Integrationsrings ist.
Durch Corbélia verlief seit vorkolumbischen Zeiten der Peabiru-Weg vom Atlantik nach Peru. Dieser führte von São Paulo kommend nach Terra Roxa am Ufer des Paraná. Nach der Zerstörung der Reduktionen, die die Jesuiten im heutigen Paraná zum Schutz der Ureinwohner eingerichtet hatten, geriet der Weg in Vergessenheit.

### Nachbarmunizipien
|          | Cafelândia und Nova Aurora                  | Ubiratã, Anahy und Iguatu |
|          | Kompassrose, die auf Nachbargemeinden zeigt | Braganey                  |
| Cascavel |                                             |                           |

## Stadtverwaltung
Bürgermeister: Giovani Miguel Wolf Hnatuw, MDB (2021–2024)
Vizebürgermeister: Dangelles Decki,  PP (2021–2024)

## Demografie

### Bevölkerungsentwicklung
| Jahr | Einwohner | Stadt | Land |
| ---- | --------- | ----- | ---- |
| 1970 | 39.672    | 8 %   | 92 % |
| 1980 | 35.898    | 39 %  | 61 % |
| 1991 | 22.813    | 61 %  | 39 % |
| 2000 | 15.803    | 79 %  | 21 % |
| 2010 | 16.312    | 86 %  | 14 % |
| 2021 | 17.470    |       |      |

Quelle: IBGE (2011) und Volkszählung 2022

### Ethnische Zusammensetzung
| Gruppe * | 1991    | 2000    | 2010    | wer sich als …                                                                   |
| --- | ------- | ------- | ------- | -------------------------------------------------------------------------------- |
| Weiße | 71,4 %  | 84,1 %  | 78,1 %  | weiß bezeichnet                                                                  |
| Schwarze | 2,5 %   | 2,7 %   | 2,6 %   | schwarz bezeichnet                                                               |
| Gelbe | 0,1 %   | 0,2 %   | 0,7 %   | von fernöstlicher Herkunft wie japanisch, chinesisch, koreanisch etc. bezeichnet |
| Braune | 26,0 %  | 12,9 %  | 18,5 %  | braun oder als Mischung aus mehreren Gruppen bezeichnet                          |
| Indigene | 0,0 %   | 0,0 %   | 0,1 %   | Ureinwohner oder Indio bezeichnet                                                |
| ohne Angabe | 0,0 %   | 0,1 %   | 0,0 %   |                                                                                  |
| Gesamt | 100,0 % | 100,0 % | 100,0 % |                                                                                  |
| *) Anmerkung: Das IBGE verwendet für Volkszählungen ausschließlich diese fünf Gruppen. Es verzichtet bewusst auf Erläuterungen. Die Zugehörigkeit wird vom Einwohner selbst festgelegt. |         |         |         |                                                                                  |

Quelle: IBGE (Stand: 1991, 2000 und 2010)

## Wirtschaft

### Kennzahlen
Mit einem Bruttoinlandsprodukt pro Einwohner von 39.551,11 R$ (rund 8.800 €) lag Corbélia 2019 an 80. Stelle der 399 Munizipien Paranás.
Sein hoher Index der menschlichen Entwicklung von 0,738 (2010) setzte es auf den 62. Platz der paranaischen Munizipien.